# Mantasoa
Mantasoa est une commune rurale de Madagascar située dans le district de Manjakandriana, dans la région Analamanga. 
Le village est situé à 68 km à l’Est d'Antananarivo. La commune rurale de Mantasoa englobe 60 villages répartis en 11 Fokontany.

## Démographie
La population de la commune est de 10 604 habitants en 2018.

## Éducation
Il y a 20 écoles à Mantasoa : 14 écoles primaires et 6 écoles secondaires.

## Histoire
Mantasoa fut l'un des premiers sites industriels de Madagascar. Dès 1837, le Français Jean Laborde, en contrat avec la reine Ranavalona Ire, construisit un complexe industriel où 1 200 ouvriers produisaient entre autres des canons et des fusils.
Aujourd’hui, l'ancien site industriel de Mantasoa est inscrit depuis le 15 février 2018 sur la liste indicative de l'UNESCO.